# Robert Kling
Die Robert Kling GmbH war ein deutscher Bürogerätehersteller. Das in Wetzlar ansässige Unternehmen existierte zwischen 1918 und 1975.

## Geschichte
Die Firma wurde 1918 in Wetzlar gegründet. 1940 erfolgte die Änderung in eine GmbH. 1949 begann die Fertigung von mechanischen Rechenmaschinen, zuerst handbetrieben, später auch elektrisch betrieben. Die Produkte wurden unter dem Markennamen „Rokli“ vertrieben. Ab 1953 wurden zusätzlich Addiermaschinen produziert.
Die Fertigung eigener Rechenmaschinen wurde im Jahr 1958 eingestellt, stattdessen wurde Produkte der Firma Schubert in Rastatt vermarktet.
Das Unternehmen wurde im Jahr 1974 durch FAG Kugelfischer übernommen, alle Aktivitäten wurden jedoch 1975 eingestellt.

## Produkte
- Rechenmaschinen
  - Rokli 6, R, RZ
  - Rokli 7 R, RS
  - Rokli 22 R
  - Rokli 26
  - Rokli 27 R
  - Rokli 184
  - Rokli 6 RS (von Schubert)
  - Rokli 7 RS (von Schubert)
  - "Commodore" Saldiermaschinen für Frankreich
- Addiermaschinen
  - Rokli A 17 und E
  - Rokli A 18
  - Rokli A 18 E, AS 18
  - Rokli S 18
  - Rokli S 18 E
  - Rokli S 21 E
  - Rokli Duplex 221
  - Rokli 184 mit 24 cm Wagen
  - Rokli 214 mit 24 cm Wagen
  - Rokli 224 Duplex mit 24 cm Wagen und Speicherwerk
  - Kling 2111
  - Kling 2117
- Kassen
  - Rokli CS 18
  - Rokli C 219 E
  - Rokli C 221 E